# アルフォンス・ジュルダン
アルフォンス・ジョルダン（Alfonso Jordan）ないしアルフォンス・ジュルダン（Alfons Jordan、Alphonse Jourdain、1103年 - 1148年）は、トリポリ伯（1105年 - 1109年）、ルエルグ伯（1109年 - 1148年）、トゥールーズ伯、プロヴァンス辺境伯、ナルボンヌ公（1112年 - 1148年）であったトゥールーズ家の人物。

## 生涯

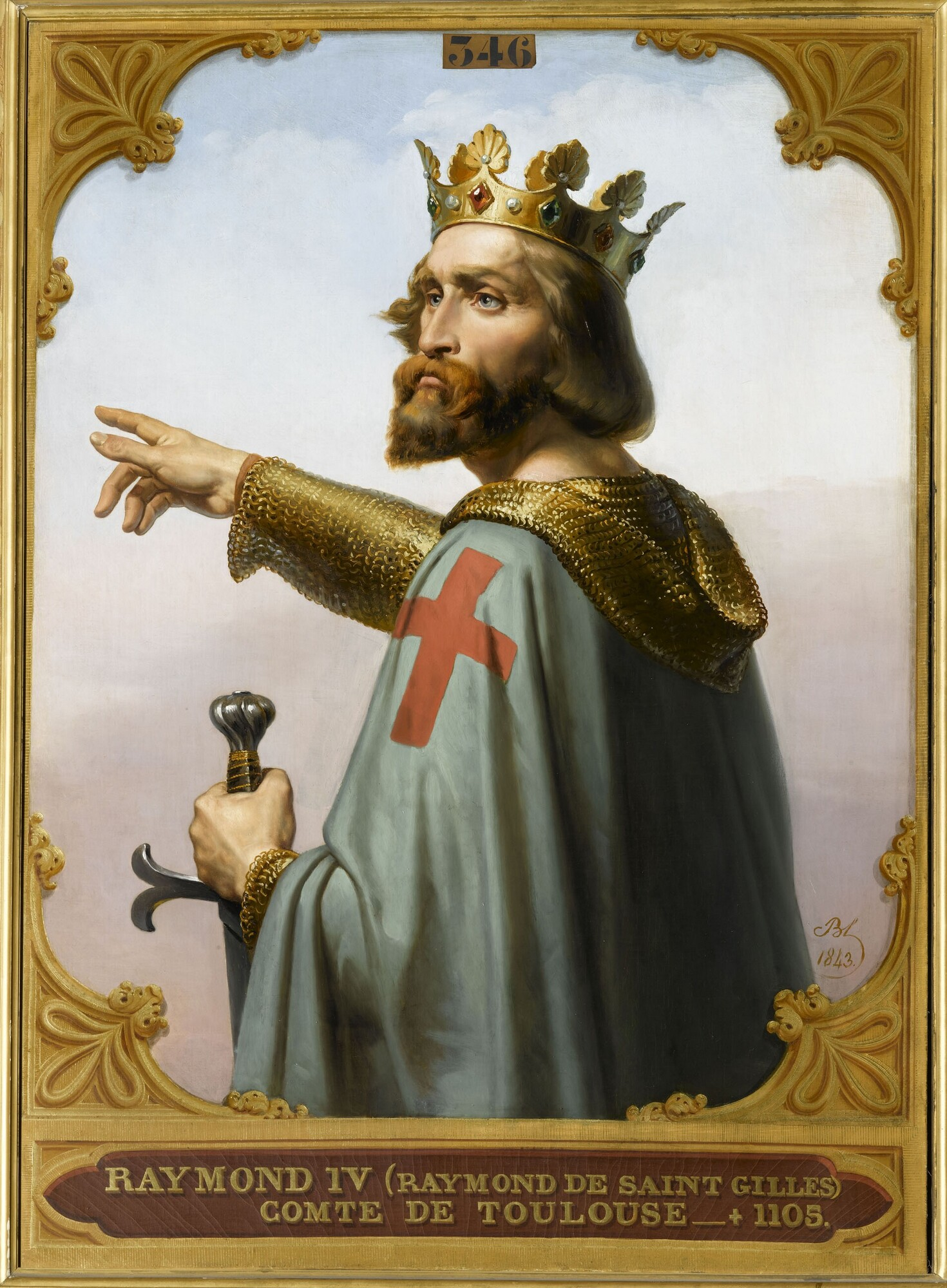
父レーモン4世

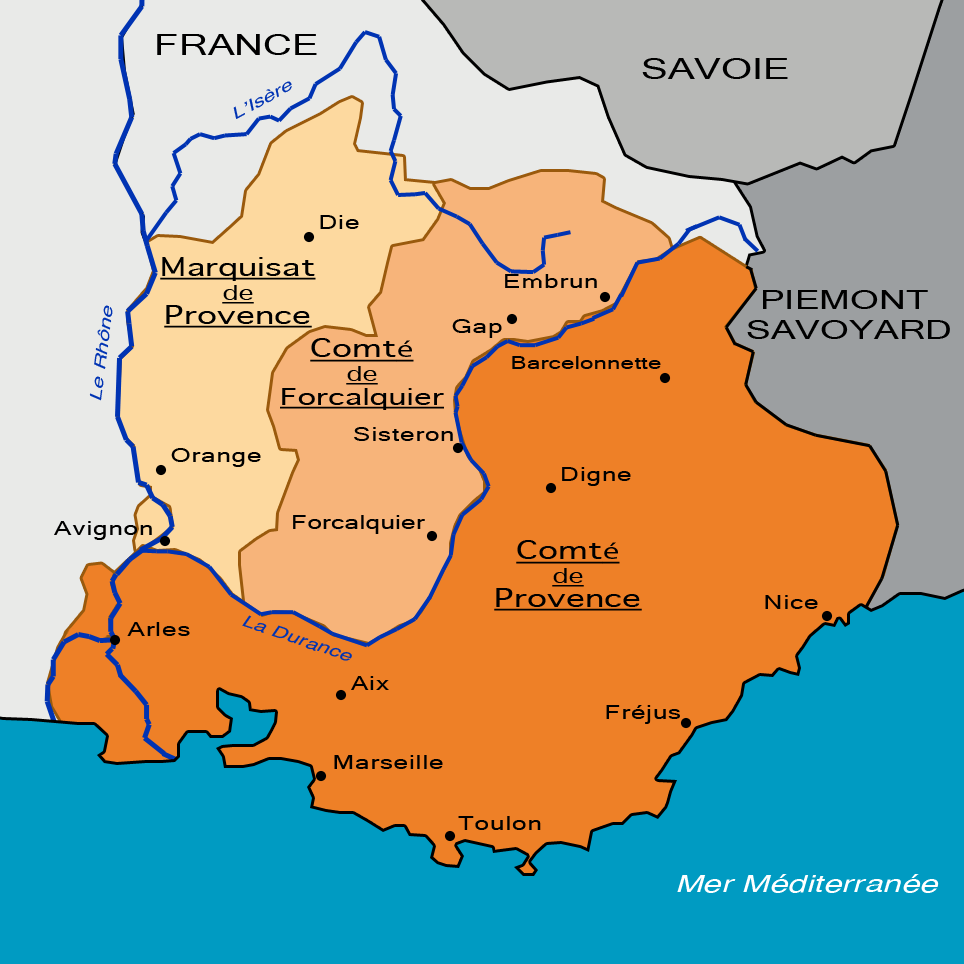
1125年にアルフォンスによって取得されたプロヴァンスの地域。アルフォンスは侯爵領を統治した。

トゥールーズ伯レーモン4世とその3番目の妃エルビラ・デ・カスティーリャとの間の子である。レーモンが第1回十字軍に参加している間、トリポリのモン・ペレラン（Mont Pèlerin）城で生まれ、ヨルダン川で洗礼を受け、「ジュルダン」という名を与えられた。
レーモンは2歳のときに亡くなり、5歳になるまで従兄弟のサルダーニャ伯（en）ギレルモ・ジョルダン（en）の保護下にあった。その後、ヨーロッパに連れられ、異母兄のベルトランからルエルグを与えられた。1112年にベルトランが亡くなると、アルフォンスはトゥールーズとプロヴァンスを継承した。
1114年、トゥールーズ伯ギヨーム4世の娘であった妻フィリッパの権利によりトゥールーズを領有するアキテーヌ公ギヨーム9世が、同地に侵攻してこれを征服した。1119年にアルフォンスは一部を回復したが、1123年まで完全に支配することはできなかった。しかし奪還後、敵に味方したサン＝ジル修道士たちを追放したため、ローマ教皇カリストゥス2世から破門された。
アルフォンスは次に、プロヴァンスでの権利を守るために、バルセロナ伯ラモン・バランゲー3世と戦わなければならなかった。1125年9月になってようやくこの戦争は「平和と和平」（pax et concordia）で終結したのである。この時点で、アルフォンスはピレネー山脈とアルプス山脈、オーヴェルニュ地方と海の間に位置する地域の支配者であった。ある評論家によると、アルフォンスの日の出の勢いは、この14年の間に芸術と産業が繁栄したこの国にとっての慶事であったという。1126年3月、アルフォンスはレオンのアルフォンソ7世の宮廷に滞在し、そこで王位に就いた。『アルフォンソ皇帝年代記（Chronica Adefonsi imperatoris）』によると、アルフォンスとスエロ・ベルムデス（Suero Vermúdez）は、反対派勢力からレオンの街を奪い、アルフォンソ7世に引き渡したという。アルフォンスがスペインに長期滞在する際に同行したと思われる人物に、トルバドゥール（吟遊詩人）のマルカブリュがいる。

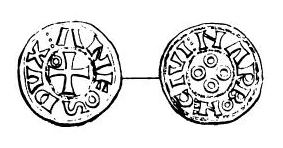
ナルボンヌで12世紀半ばに鋳造されたドゥニエ。裏面にDUX ANFOS、CIVI NARBONと記されている。

1134年頃になると、アルフォンスはナルボンヌ子爵領を奪い、ナルボンヌ女子爵エルマンガルド（en）が幼年の間支配下に置いたが、1143年にエルマンガルドの手に戻っている。1141年、ルイ7世は妻のアリエノール・ダキテーヌのためにフィリッパの領有権を主張し、トゥールーズを包囲したが、結果が伴わなかった。同年、アルフォンスは再びスペインを訪れ、サンティアゴ・デ・コンポステーラの巡礼路で聖ヤコブに巡礼していた。彼はレオン王とナバラ王だったガルシア6世の間に和平を提案し、これがその後の交渉の基礎となることになる。
1144年、アルフォンスはモンペリエの市民を味方にしてモンペリエ領主と対立し、再び教会の不快感を煽ることとなった。1145年、クレルヴォーのベルナルドゥスは、トゥールーズ教区のアンリという異端者について懸念の意を示す手紙を彼に宛てた。ベルナルドゥスはトゥールーズに出向いてアンリを説いたが、これはカタリ派の初期の表現である。結局二度目に彼は破門されたが、1146年、ルイ7世が招集したヴェズレーの集会で十字架を背負い（十字軍出陣の誓いを意味する）、そのまま1147年8月に出陣し第2回十字軍として近東行きの船に乗った。途中、イタリアやコンスタンティノープルに滞在し、マヌエル1世コムネノスに会ったと考えられる。
アルフォンソは1148年にアッコンに到着した。しかし同地では仲間の中に敵を作り、十字軍に参戦できなかった。アルフォンソはカイザリアで死去し、毒殺の疑いがかけられたが、この場合、通常ルイの妻アリエノールか、あるいはエルサレム王ボードゥアン3世の母メリザンドが、義弟トリポリ伯レーモン2世のライバルであった彼を排除したい思惑があったのではないかという。

## 子女
1125年に結婚した妃フェイディヴァ・ドゥゼ（Faydiva d'Uzès）との間に、2人の息子と3人の娘が生まれた。
1. レーモン5世（1134年頃 - 1194年頃） - トゥールーズ伯
2. アルフォンス
3. フェイディヴァ（1133年頃 - 1154年） - サヴォイア伯ウンベルト3世と結婚
4. アニェス（? - 1187年）
5. ロランス - コマンジュ伯ベルナール3世と結婚

また、庶子にベルトランがいた。